# Dipturus flindersi
Dipturus flindersi är en rockeart som först beskrevs av Last och Gledhill 2008.  Dipturus flindersi ingår i släktet Dipturus och familjen egentliga rockor. IUCN kategoriserar arten globalt som otillräckligt studerad. Inga underarter finns listade i Catalogue of Life.